# 洈水水库
洈水水库位于中国湖北省松滋市洈水镇，是以灌溉为主，兼有防洪、发电、养殖、航运、供水等功能的大（二）型水库。设计灌溉面积52万亩，其中湖北省松滋市27万亩、公安县10万亩、湖南省澧县15万亩。
在库区北侧已设立洈水国家森林公园。
2007年以洈水水利风景区的名义被水利部被列为国家水利风景区。